# AAC Technologies
AAC Technologies Holdings Inc. («Эй-Эй-Си Текнолоджис») — китайская компания электронной промышленности, крупный разработчик и производитель миниатюрных оптических, акустических, электромеханических и электромагнитных комплектующих. Входит в число крупнейших публичных компаний страны, штаб-квартира расположена в Шэньчжэне. Контрольный пакет акций AAC Technologies принадлежит миллиардеру Пань Чжэнминю и его семье. 

## История
В 1993 году Пань Чжэнминь и У Чуньюань основали компанию Jiangsu Yuanyu Electronics Group, которая начала производить акустические компоненты. В 1998 году компания начала производить датчики для мобильных телефонов Motorola. В 2002 году был открыт научно-исследовательский центр в Нанкине. В 2005 году компания вышла на Гонконгскую фондовую биржу, в 2007 году начала выпуск MEMS-микрофонов для смартфонов, в 2008 году продукция компании была сертифицирована производителями Motorola, Nokia, LG Electronics, Samsung Electronics и Sony Ericsson.
В 2009 году компания приобрела японские оптические компании ISQR и ATJR; в 2010 году инвестировала в датскую компанию по обработке изображений Kaleido; в 2011 году инвестировала в сингапурского производителя полупроводниковых пластин MEMS Technology и сменила название на AAC Technologies Holdings Inc. В 2020 году компания запустила массовое производство гибридных камер для смартфонов; в 2021 году установила стратегическое партнерство с немецким производителем автомобильных лидаров Sick AG и китайским производителем микрочипов SMEC.
В 2022 году AAC Technologies установила стратегическое партнерство с финским производителем дисплеев для устройств дополнительной реальности Dispelix. В феврале 2024 года AAC приобрела бельгийского производителя акустических компонентов Premium Sound Solutions (PSS), заводы которого расположены в Бельгии, Германии, Венгрии, Китае, Малайзии и Мексике.

## Деятельность
AAC Technologies производит динамики, приёмники, микрофоны, антенны, сенсоры и тачпады, которые используются в наушниках, смартфонах, планшетах, ноутбуках, электронных книгах, умных часах, умных очках, игровых контроллерах, гарнитуре виртуальной реальности, системах «умного дома», телевизорах и автомобилях; микромоторы для систем вибрации; металлические корпусные детали для смартфонов, умных часов, планшетов и ноутбуков; оптические линзы и оптические модули для смартфонов, планшетов и автомобилей; системы жидкостного охлаждения. Также компания оказывает услуги по проектированию, корпусированию и тестированию MEMS и ASIC для бытовой электроники, умных часов, автомобилей и роботов. Среди крупнейших клиентов — Apple, Samsung, Xiaomi, Meizu, Oppo, OnePlus и IQOO.
Производственные мощности AAC Technologies расположены в городах Шэньчжэнь, Наньнин, Чанчжоу, Сучжоу, Суцянь и Ухань (КНР), а также в Сингапуре, Бельгии и Германии. В 18 научно-исследовательских центрах занято более 6,3 тыс. инженеров (основные кампусы находятся в городах Шэньчжэнь, Нанкин, Шанхай и Пекин, а также в Японии и Дании).
По итогам 2022 года основные продажи AAC Technologies пришлись на акустические изделия (42,9 %), электромагнитные приводы и точную механику (35,3 %), оптические изделия (15,6 %), сенсоры и полупроводники (6,1 %). Основными регионами сбыта компании были Америка (50,9 %), Китай (42,2 %) и другие страны Азии (7 %).

## Акционеры
Основными акционерами AAC Technologies являются У Чуньюань (21,98 %), Пань Чжэнминь (10,15 %), семья Пань Чжэнминя (9,41 %), BlackRock (2,7 %), China Asset Management (0,67 %) и Tianhong Asset Management (0,3 %).